# Bournonville (Adelsgeschlecht)

Wappen derer von Bournonville

Bournonville ist eine Familie des alten französischen Adels.

## Geschichte
Sie stammte von den Grafen von Guînes. Aus ihrer Baronie Houllefort – erweitert um die Herrschaften Capres, Hourec, Lanny und einige andere – wurde im Jahr 1600 das Herzogtum Bournonville gebildet, das 1608 um die Herrschaften Bournonville, Pernes, Conteville, Hupelande und Haverskerque erweitert wurde. 1652 wurde das Herzogtum zur Pairie erhoben. Eine Nebenlinie der Familie errang in Spanien einen weiteren Herzogstitel. Das bekannteste Familienmitglied ist der Militärkommandeur Alexandre II. de Bournonville. 

## Wappen

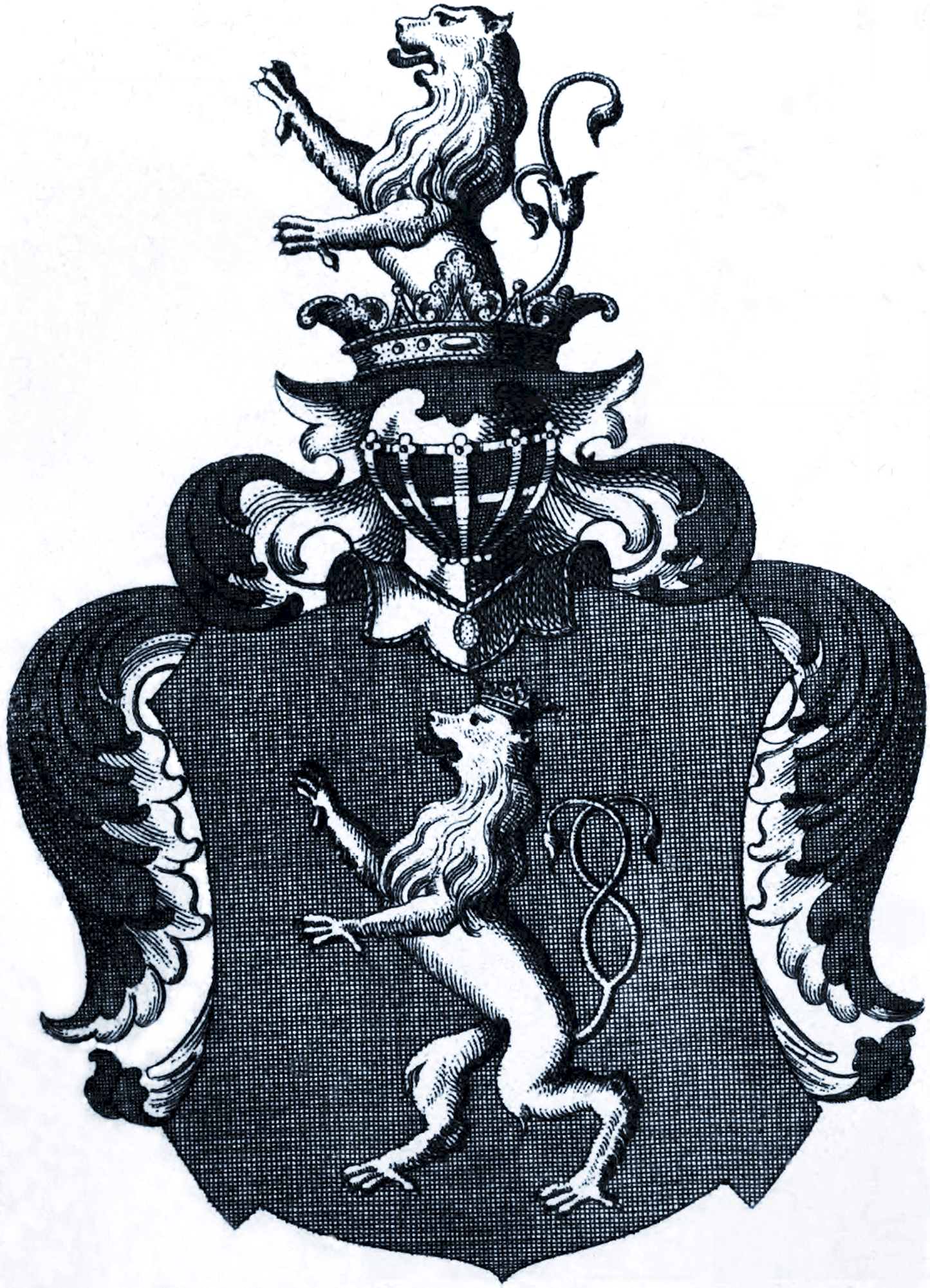
Wappen der Grafen von Bournonville
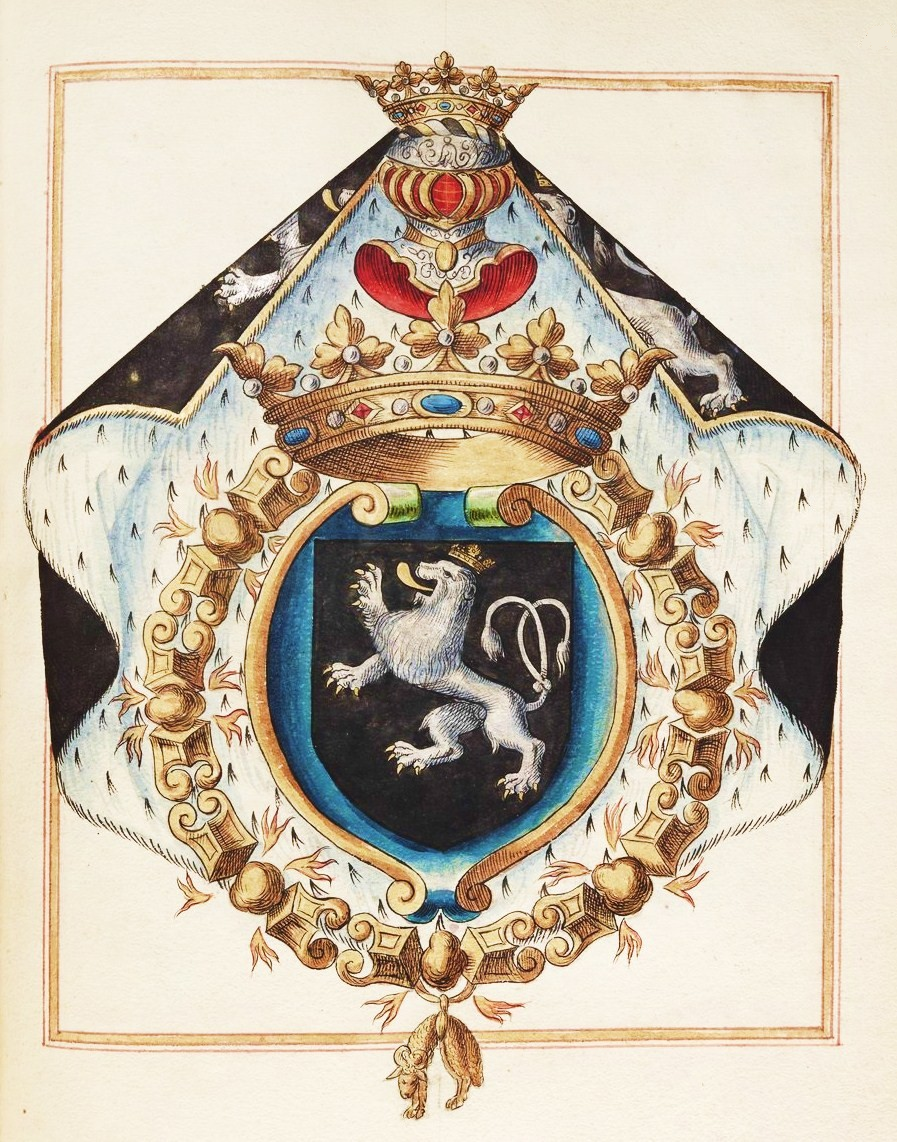
Wappen des Herzogs Alexandre I. de Bournonville (1585–1656) mit dem Orden vom Goldenen Vlies, Darstellung 1634

Das Wappen zeigt in Schwarz einen doppelschwänzigen, goldgekrönten und -bewehrten silbernen Löwen. Auf dem Helm mit schwarz-silbernen Decken ein silberner Löwe wachsend.

## Stammliste

### Bis zum 14. Jahrhundert
1. Guillaume, Seigneur de Bournonville; ⚭ Adélaïde, Tochter von Gérard, Seigneur de Hesdin (vermutliche Vorfahren siehe Haus Guînes)
  1. Gérard, Seigneur de Bournonville ; ⚭ Walpurge, Dame de Selis.
    1. Louis, Seigneur de Bournonville, ⚭ Silvie.
      1. Eustache, Seigneur de Bournonville ; ⚭ Aldegonde de Renty † 1150.
        1. Pierre Le Valeureux, Seigneur de Bournonville ; ⚭ Mechtilde de Saint-Omer † 1194.
          1. Robert I., Seigneur de Bournonville ;  ⚭ Guyotte, Tochter von NN, Vicomte d'Abbeville
            1. Roger Seigneur de Bournonville ; ⚭ I Aleide de Longvilliers-Cayen † 1249 ; ⚭ II Péronne d'Olhain † 1288
              1. (I) Robert
              2. (I) Jean I., Seigneur de Bournonville ; ⚭ I Ide de Bernieules † 1300 ; ⚭ II Jeanne de Bailleul † 1333. – Nachkommen siehe unten

            2. Robert, nimmt am 7. Kreuzzug teil
            3. Alix ; ⚭ I Jean, Seigneur de Bréauté ; ⚭ NN, Seigneur de Beauchamp.

          2. Pagan

        2. Robert, Lord of Itford, von seinem Vetter adoptiert (siehe unten) – Nachkommen : Barone und Earls of Itford

      2. Roger
      3. Enguerrand
      4. Alix ; ⚭ Conon de Fiennes.

    2. Roger, X 15. Juni 1098 bei der Belagerung von Antiochia; ⚭ Eleuze de Vintimiglia, Gräfin von Geracy.
      1. Rocca ; ⚭ Guillaume de Craon

    3. Enguerrand, Teilnehmer am 1. Kreuzzug
    4. Raoul, X 1140, Lord of Itford; ⚭ Cécile, Tochter von Robert, 1. Earl of Gloucester Haus Plantagenet.
      1. Henri I., † 1155, Lord of Itford; ⚭ I Mahaud, Tochter von William, Earl of Salisbury; ⚭ II Leonor of Burgrest.
        1. Henri II., Lord of Itford.
          1. (adoptiert) Robert, Lord of Itford (siehe oben)

      2. Raoul
      3. Guillaume

### Bis zum 16. Jahrhundert
1. Jean I., Seigneur de Bournonville ; ⚭ I Ide de Bernieules † 1300 ; ⚭ II Jeanne de Bailleul † 1333. – Vorfahren siehe oben
  1. (II) Hugues, Seigneur de Bournonville ; ⚭ Yolande de Lianes
    1. Jean II. Le Grand, Seigneur de Bournonville, de Conteville, de Fouquesolles, Vicomte de Lianes ; ⚭ Mahaud, Tochter von Jean Baron de Fiennes (Haus Fiennes)
      1. Hugues † 1371.
      2. Robert II., Seigneur de Bournonville, de Fouquesolles et d'Auchy ; ⚭ Julienne, Tochter von Jean de Haverskerque 
        1. Aleaume (X 1415), Seigneur de Bournonville et de Conteville
        2. Enguerrand († 1414)
          1. Antoine († 1480), Seigneur de Bournonville – Nachkommen : die Herren von Bournonville und Le Quesnoy

      3. Renaud, X 1364, Seigneur de Châteaubriçon.
      4. Jean I., † 1410, Seigneur de Renguessent ; ⚭ I NN Dame de Coulombiers ; ⚭ II 1380 Masse de Semelles
        1. (I) Alix Dame de Coulombiers
        2. (II) Jean II. Chastel , † 1447, Seigneur de Renguessent, de Croustes et de Houvrech, ⚭ Jeanne Dame d'Owringhem et de Malinghem, † 1474, Tochter von Hue d'Arras, Seigneur de Selles.
          1. André, † 1480, Seigneur de Renguessent et de Croustes ; ⚭ 1461 Roberte, Tochter von Jean de Marquez, Seigneur de Helloy – Nachkommen : die Herren von Renguessent
          2. Jean I., † 1479, Seigneur de Houvrech et de Capres ; ⚭ 20. Januar 1447 Isabelle, Dame des Preys, Baronne de Houllefort, Tochter von Jean, Seigneur des Preys.
            1. Jean II Le Bel oder Le Veau, † 1526, Seigneur de Houvrech, ⚭ Jeanne, Tochter von Jacques de Sempy, Baron d'Ordre[1].
            2. Guillaume, Seigneur d'Owringhen.
            3. Jean II., † 1515, Seigneur de Capres, Baron de Houllefort ; ⚭ 25. April 1490 Hélène, Dame de Lauvin, de Montigny et de Guargetel, Tochter von Charles Sucquet – Nachkommen siehe unten
            4. Antoine
            5. Jérôme
            6. Marie ; ⚭ Rodolphe de Bernieules, Seigneur de Beau-Roi.
            7. Eléonore ; ⚭ I NN, Seigneur de Floringhestun ; ⚭ II Jean de Tremesseur, Seigneur de La Roque
            8. Adrienne ; ⚭ Jean des Marquez, Seigneur de Helloy.

          3. Jeanne

        3. (II) Robert Le Roux, X 1436 ;  ⚭ Adelis de Flahaut Seigneur de La Vallée – Nachkommen : die Herren von La Vallée
        4. (II) Jean oder Lionel, Seigneur de Saint-Martin et de Tardinghen
        5. (II) Robinet
        6. (II) Honfroy
        7. (II) Griffon
        8. (II) Valérien, X 1425
        9. (II) Marie ; ⚭ 1445 Guillaume, Seigneur du Tertre.
        10. (II) Marguerite ; ⚭ Amand de Cluses, Seigneur de Quesmeghem
        11. (II) Jeanne ; ⚭ I Jean de Habarc, Seigneur de Florinselles ; ⚭ II Golard de Tenecques.

      5. André Seigneur de Châteaubriçon – Nachkommen : die Herren von Châteaubriçon
      6. Baudouin – Nachkommen : die Herren von Bretèche
      7. Béatrix ; ⚭ Gui de La Pierre
      8. Jeanne; ⚭ Oudard de Renty, Seigneur d'Embry

### Bis zum 18. Jahrhundert
1. Jean II., † 1515, Seigneur de Capres, Baron de Houllefort ; ⚭ 25. April 1490 Hélène, Dame de Lauvin, de Montigny et de Guargetel, Tochter von Charles Sucquet – Vorfahren siehe oben
  1. Charles, † 1529, Seigneur de Capres, Baron de Houllefort
  2. Gui, † 1544, Seigneur de Capres, de Houtech, de Lauvin et de Montigny, Baron de Houllefort ; ⚭ 18. Juli 1533 Anne, Vicomtesse de Barlin, Tochter von Pierre, Seigneur de Ranchicourt.
    1. Oudard, * 1533, † 28. Dezember 1585, Comte de Henin, Vicomte de Barlin, Baron de Houllefort, Seigneur de Capres ; ⚭ 22. Oktober 1579 Maria Christina, † 1622, Tochter von Lamoral, Graf von Egmond
      1. Alexandre I., * 14. September 1585, † 22. März 1656, Duc de Bournonville (22. Oktober 1608), Comte de Henin, Vicomte de Barlin, Baron de Houllefort, Seigneur de Capres, 1624 Ritter des Ordens vom Goldenen Vlies (Nr. 354); ⚭ 5. September 1611 Anne, † 1668, Tochter von Pierre, Prince d'Epinoy, (Haus Melun)
        1. Ferdinand, * 1615, † 1622 nach Sturz von einem Balkon
        2. Alexandre II., † 20. August 1690, Duc de Bournonville, Comte de Henin, Baron de Caumont, Reichsfürst, 1678–1685 Vizekönig von Katalonien, 1686 Vizekönig von Navarra, 1672 Ritter des Ordens vom Goldenen Vlies (Nr. 496); ⚭ 14. Mai 1656 Ernestine, † 1663, Tochter von Philipp Fürst von Arenberg (Haus Arenberg)
          1. Anne-Marie, * 8. Februar 1657, † 4. Februar 1727 ; ⚭ 25. Oktober 1672 Philippe, Comte de Solre, † 1718 (Haus Croy)
          2. Alexandre-Ernest, * Mai 1658, † 25. November 1658.
          3. Alexandre-Charles, * 2. April 1659, † September 1660
          4. Isabelle-Thérèse, * 20. Mai 1660 ; ⚭ 1678 Philippe d'Ongnies, Comte de Coupignies.
          5. Alexandre III. Albert, * 16. April 1662, † 3. September 1705, Duc de Bournonville etc., Reichsfürst; ⚭ 29. August 1682 Charlotte, † 1701, Tochter von Louis, Duc de Luynes (Haus Albert)
            1. Alexandre-Louis, * 16. April 1683, † 2. März 1684.
            2. Anne-Charles, * 1. Dezember 1684, † 21. Dezember 1686.
            3. Angélique-Victoire, * 23. Januar 1686 ; ⚭ 5. Januar 1706 Jean-Baptiste, Duc de Duras, † 1770 (Haus Durfort)
            4. Philiberte-Hercule, * 15. November 1695, † August 1696.
            5. Delphine-Victoire, * 23. Dezember 1696 ; ⚭ 14. März 1720 Victor, Marquis de Mailly (Haus Mailly)
            6. Philippe-Alexandre, * 10. Dezember 1697, † 5. Januar 1727, Duc de Bournonville etc., Reichsfürst ; ⚭ 27. März 1719 Catherine, † 1755, Tochter von Antoine V. de Gramont, Duc de Gramont (Haus Gramont)

          6. Marie-Françoise, * 20. September 1663; ⚭ 3. Dezember 1694 Claude de Richardot (* 1663 ; † 13. April 1701), Comte de Gammerages, Prince de Steenhuyse.

        3. Ambroise-François, † 12. September 1693, Duc de Bournonville, Pair de France (Patentbrief für Bournonville September 1652, für Bournonville nicht registriert) ; ⚭ 29. April 1655 Lucrèce, Tochter von Charles I., Duc de La Vieuville (Haus La Vieuville); 
          1. (I) Marie-Françoise, * August 1656, † 16. Juli 1748; ⚭ 13. August 1671 Anne-Jules, Duc de Noailles, † 1708 (Haus Noailles)

        4. Jacques, * 1627, † 1644, Vicomte de Barlin
        5. Wolfgang-Guillaume, † 22. September 1682, Vicomte de Barlin; ⚭ 1659 Marie-Bonne, Dame de Harchies.
        6. Philippe-Dominique, Mönch
        7. Jean-François, * wohl 1637, † 16. April 1718, Marquis de Bournonville et de Risbourg, Baron de Capres, Seigneur de Houllefort; ⚭ I 1660 Maria de de Perapertusa, † 1660; ⚭ II Marie Ferdinande, Tochter von François de Marnix, Comte de Sainte-Aldegonde, und Agnès Davre – Nachkommen siehe unten
        8. Isabelle-Marie
        9. Chrétienne
        10. Anne-Eugénie, Karmelitin
        11. Ernestine, Kanonikerin

    2. Jeanne ; ⚭ 20. Juli 1554 Jean de Bonnières, Seigneur de Souastre
    3. Madeleine
    4. Claude

  3. Jean, Seigneur d'Owringhen et de Bedouâtre, Baron de Baincthun.
  4. Martin, Seigneur de Val-Entin, de Saternault[2] et du Vertbois ; ⚭ Jeanne, Tochter von Jacques Blondel-Joigny, Baron de Bellebrune
  5. Jeanne ; ⚭ François de Hodicq, Seigneur de Courteville.
  6. Marguerite ; ⚭ 19. April 1540 Philippe du Moulin, Seigneur de Courmont.

### Die Bournonville in Spanien
1. Jean-François, * wohl 1637, † 16. April 1718, Marquis de Bournonville et de Risbourg, Baron de Capres, Seigneur de Houllefort; ⚭ I 1660 Maria de de Perapertusa, † 1660; ⚭ II Marie Ferdinande, Tochter von François de Marnix, Comte de Sainte-Aldegonde, und Agnès Davre – Vorfahren siehe oben
  1. (I) François Antoine Galderic Ignace; * 26. Juni 1660; ⚭ Emmanuelle de Eril
    1. François Salvador, Vicomte de Joch, Baron d’Orcau ; ⚭ Marie Martine Funes de Villapande Arinco Sans de Latras
    2. Joseph
    3. Salvador
    4. Ignace, † 1726
    5. Marie Ignace; ⚭ Miguel José Pons de Mendoza y Salvá, 3. Marqués de Vilanant, 3. Conde de Robres
      1. María Josefa Pons de Mendoza, 2. Condesa de Robres; ⚭ Pedro Alcántara Buenaventura Abarca de Bolea y Bermúdez de Castro, 2. Duque de Almazán, Grande de España, * 1699, † 1742
        1. María Engracia Abarca de Bolea y Pons de Mendoza, ⚭ 20. März 1739 Joaquín Diego de Silva y Moncada, 8. Duque de Híjar, 8. Duque de Lécera, 8. Conde-Duque de Aliaga y Costellot etc., Grande de España, † 25. November 1758
          1. Pedro de Alcántara Fadrique Fernández de Híjar y Abarca de Bolea, * 28. November 1741, † 23. Februar 1808, 9. Duque de Híjar, 9. Duque de Lécera, Conde-Duque de Aliaga y Costellot, 5. Duque de Bournonville etc., Grande de España de 1. clase, 1779 Ritter des Ordens vom Goldenen Vlies (Nr. 786)

    6. Eulalie
    7. Anne

  2. (II) Wolfgang, † 17. September 1754, Marquis de Bournonville et de Sars, 1728–1754 Statthalter von Limburg; ⚭ I 1694 Catherine Marie Madeleine de Haudion, † vor 1708, Tochter von Nicolas Philippe de Haudion und Anne de Cottrel; ⚭ II 1708 Angélique Honorine Florence de Schets dit d'Ursel, † 1727, Tochter von François de Schets dit d'Ursel und Honorine Dorothée de Hornes
    1. (I) Jean Joseph, *1701
    2. NN, * 1709, † 2 Monate alt
    3. (II) François Albert Joseph (Francisco José), * 15. Februar 1710 Cambrai, † 1769, 2. Herzog von Bournonville (nach Adoption durch den 1. Herzog), 1753 Ritter des Ordens vom Goldenen Vlies (Nr. 744), ⚭ 8. Dezember 1738 Bénédicte Charlotte de Schets dit d'Ursel, Tochter von Conrad Albert Charles de Schets dit d'Ursel und Éléonore Christine von Salm
    4. (II) Anne Albertine, * 1. Januar 1712 Cambrai, Kanonikerin in Mons
    5. (II) Maximilien Casimir (Maximiliano Casimiro), * 4. Oktober 1713 Compiègne, 1769–1791 3. Duque de Bournonville
      1.  ? Anna Francisca, 1791–1792 4. Duquesa de Bournonville

    6. (II) Wolfgang, * 30. November 1715 Mons
    7. (II) Anne Marie Charlotte, * 6. Juni 1717 Mons, Kanonikerin in Mons
    8. (II) Marie Lidie, * 10. Juli 1720 Mons

  3. (II) Michel Joseph (Miguel José), * 30. Juni 1672, † 2. Oktober 1752, Baron de Capres, spanischer Duque de Bournonville, 1709 Ritter des Ordens vom Goldenen Vlies (Nr. 651), Feldmarschall
  4. (II) Claude, † 6. Juli 1719
  5. (II) Marie Bonne, † nach 1730